# SecuROM
SecuROM é uma proteção de cópia com tecnologia patenteada que identifica um CD-ROM genuíno por um mecanismo de autenticação especial. Pretende evitar  cópia não autorizada e engenharia reversa de software, principalmente comerciais jogos de computador em execução no Microsoft Windows. O método de proteção de disco em versões posteriores é medição de posição de dados, que pode ser usado em conjunto com DRM de ativação online. A SecuROM ganhou destaque no final dos anos 2000, mas gerou controvérsia devido à sua exigência de autenticação online e limites de ativação de chave estritos. Um processo de ação em classe de 2008 foi arquivado contra Electronic Arts pelo uso da SecuROM no videogame Spore.
Concorrentes, incluindo a Electronic Frontier Foundation, acreditam que os direitos Uso justo são restritos por aplicativos DRM, como SecuROM.